# John Higgins (serieskapare)
John Higgins, född 1949 i Walton, är en brittisk serieskapare och kolorist. Han har bland annat tillverkat omslag på tidningen 2000 AD och samarbetat med Alan Moore.

## Biografi
John Higgins hoppade av skolan vid 15 års ålder och gick med i armén. Efter det bodde han ett tag i ett bostadskollektiv i Wiltshire. Han återvände till Liverpool 1971 och började studera vid Wallasey College of Art, där han 1974 kvalificerade sig inom tekniska illustrationer. Detta ledde till ett jobb som medicinsk illustratör på The Royal Marsden Hospital.
Han fick sin första serie publicerad i Brainstorm 1975, ritade omslaget till nummer 43 av 2000 AD 1977 och började arbeta som frilansare 1978. Han fick ett regelbundet jobb på 2000 AD, där han främst arbetade tillsammans med Alan Moore på Tharg's Future Shocks.
Higgins mest kända samarbete med Moore kom när han var färgläggare på Watchmen 1986–1987. Han arbetade även med Judge Dredd i över 25 år.
2017 hade Higgins en större retrospektiv utställning i sin hemstad Liverpool.